# Пфафрода
Пфафрода (нем. Pfaffroda) — бывшая коммуна в немецкой федеральной земле Саксония. С 1 января 2017 года входит в состав города Ольбернхау.
Подчиняется административному округу Кемниц и входит в состав района Рудные Горы. На 31 декабря 2015 года население Пфафроды составляло 2471 человек. Занимает площадь 55,13 км².